# Csuk
A csuk (hangul: 죽, RR: juk) a különféle koreai kásák elnevezése. Készülhet édes és nem édes változatokban. Főképp rizsből készítik, de különféle babfajtákat és szezámmagot, fenyőmagot, kagylót, diót, egyéb gabonaféléket és mungóbabot is felhasználhatnak hozzá. Fogyasztható előételként, főételként, ajánlott gyermekek, idősek és betegek számára is, mert nem terheli meg az emésztőrendszert. Kaphatóak előre csomagolt csuk (juk)keverékek és Dél-Koreában külön éttermek is specializálódtak erre az ételféleségre. A koreai hagyományok szerint egy tiszteletben álló családba férjhez menő lánynak legalább húszféle csuk (juk)ot illik tudnia elkészíteni.

## Változatok
Számtalan változata létezik, vannak kifejezetten rizsből készülők, rizst más gabonafélékkel keverő variációk, rizst egyáltalán nem használó receptek is. Lehet levesesebb és sűrűbb, készülhet barna rizsből, lehetnek gyógynövényes változatai, gyümölcsös és tejes verziói is. A koreaiak által legkedveltebb változatok a kagylós csuk (juk) (전복죽, csonbokcsuk (jeongbokjuk)), melyet szoptatós anyák és másnapossággal küzdők is előszeretettel fogyasztanak, és a fenyőmagvas csuk (juk) (잣죽, csatcsuk (jatjuk)).

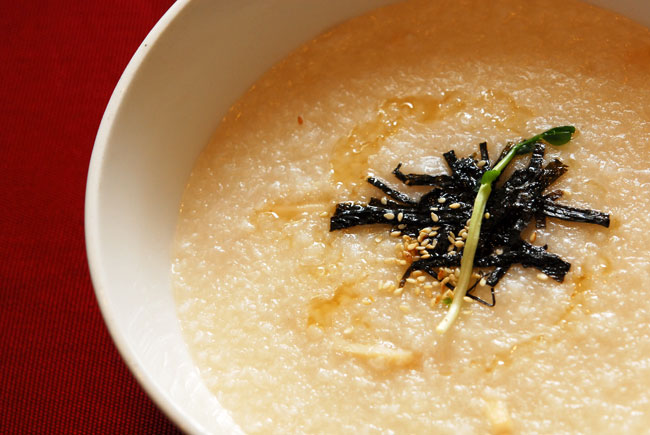
csonbokcsuk (jeonbokjuk)
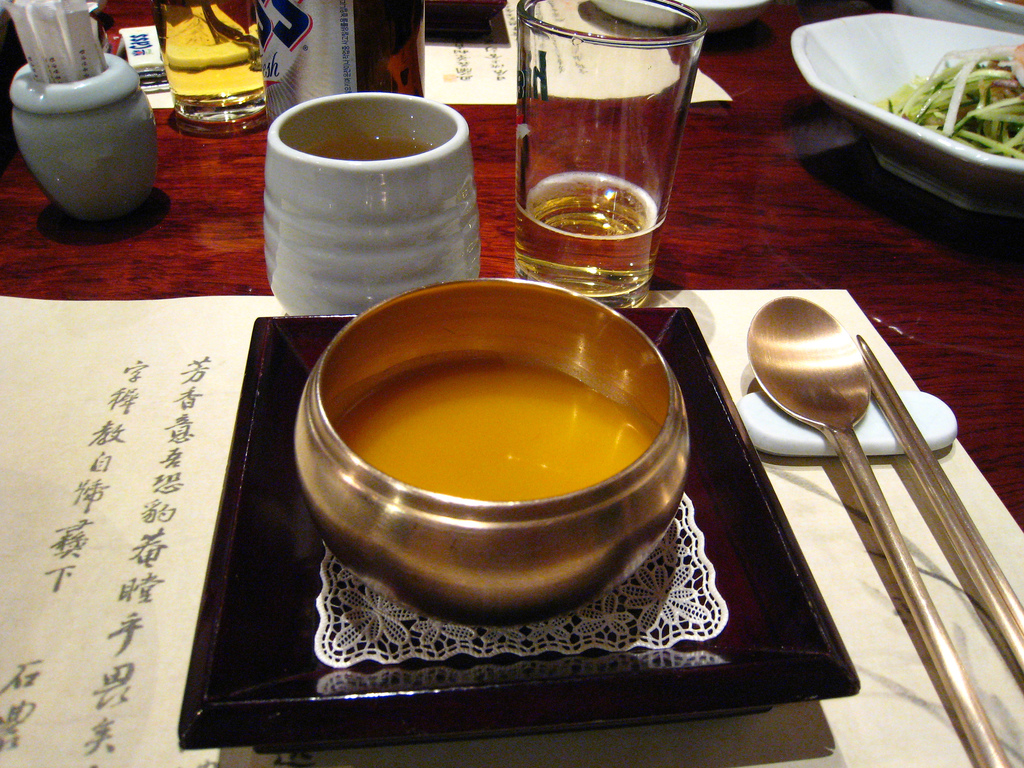
sütőtökcsuk (juk)
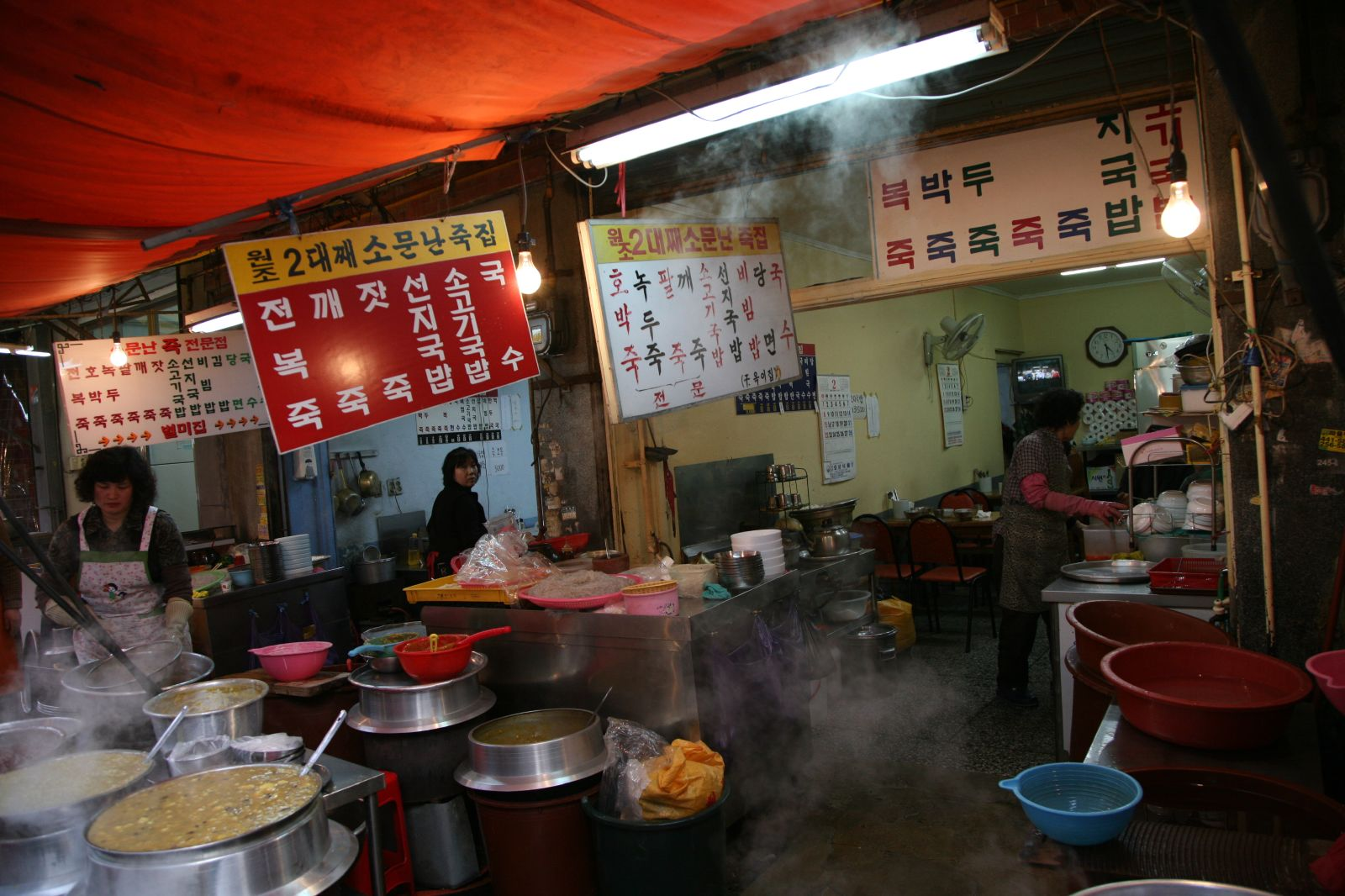
csuk (juk)étterem